# 長崎港

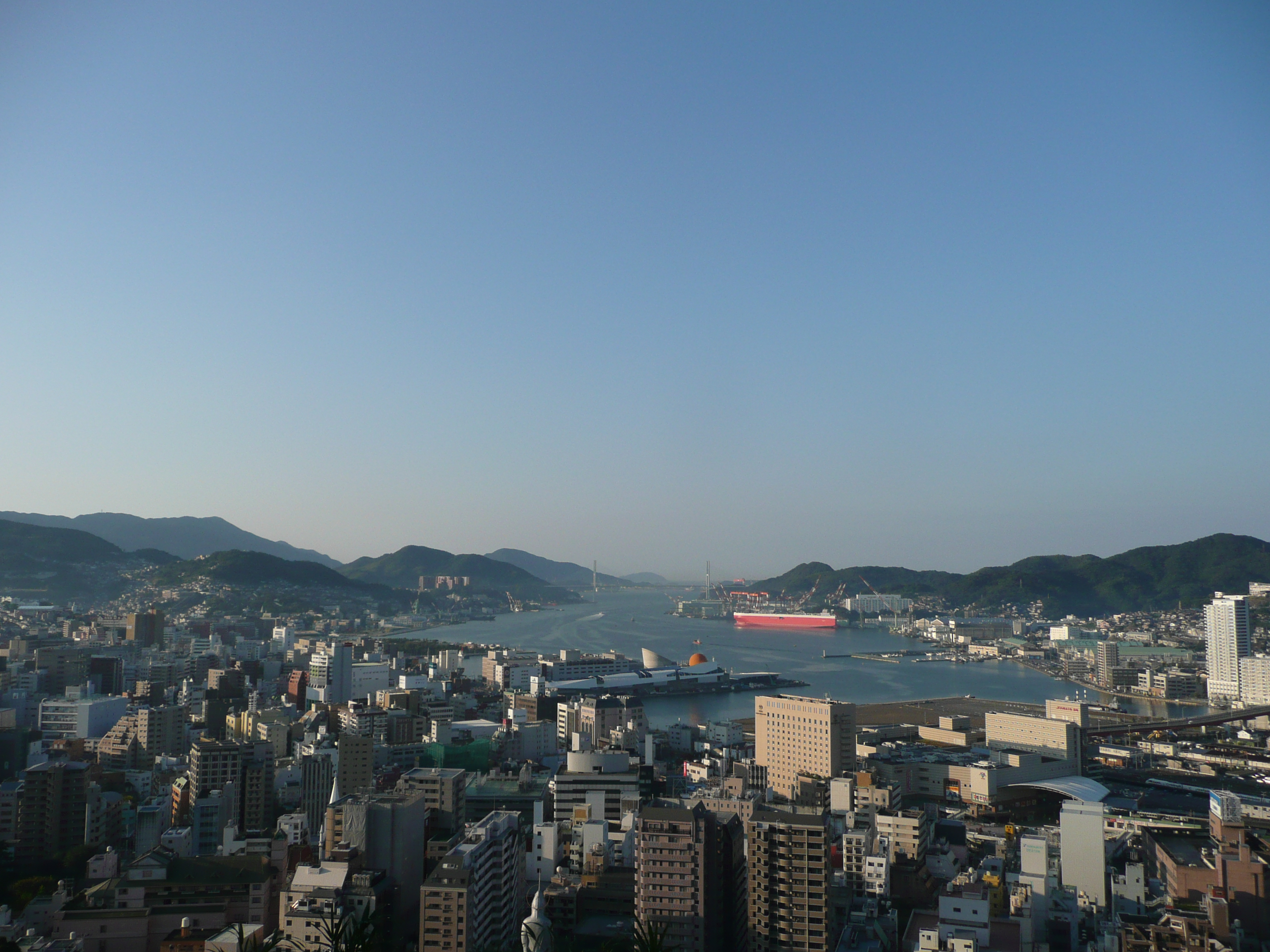
長崎港景

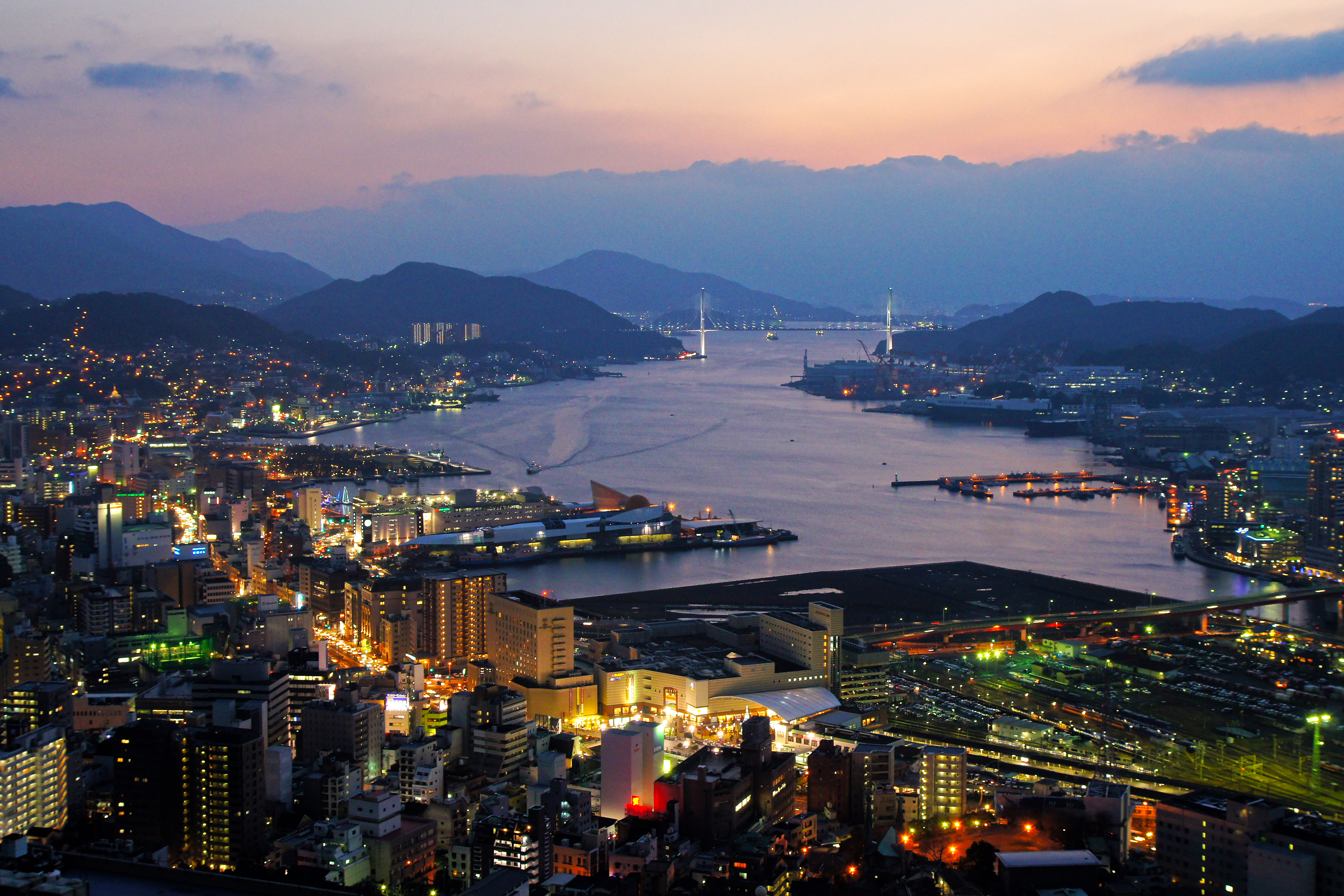
長崎港夜景

長崎港（日语：／ Nagasaki-kō），位於日本長崎縣長崎市的港口。被指定為重要港灣，管理單位為長崎縣廳。長崎港還舉辦有長崎帆船節等眾多活動。

## 概述
長崎港因其外形被稱呼為仙鶴港。江戶時代，江戶幕府進行鎖國政策，長崎港成為全日本唯一對外開放的國際貿易港，因此繁榮一時。明治以後，長崎港成為日本對上海主要的貿易及旅客往返航線。現在，長崎港則是作為旅遊地長崎的門戶、還有與多個離島之間的交通要地，在長崎縣的地理交通位置佔了重要的地位。

## 略史
- 1571年、開港。葡萄牙船隻的停泊地。
- 1636年、港内築造人工島－出島。

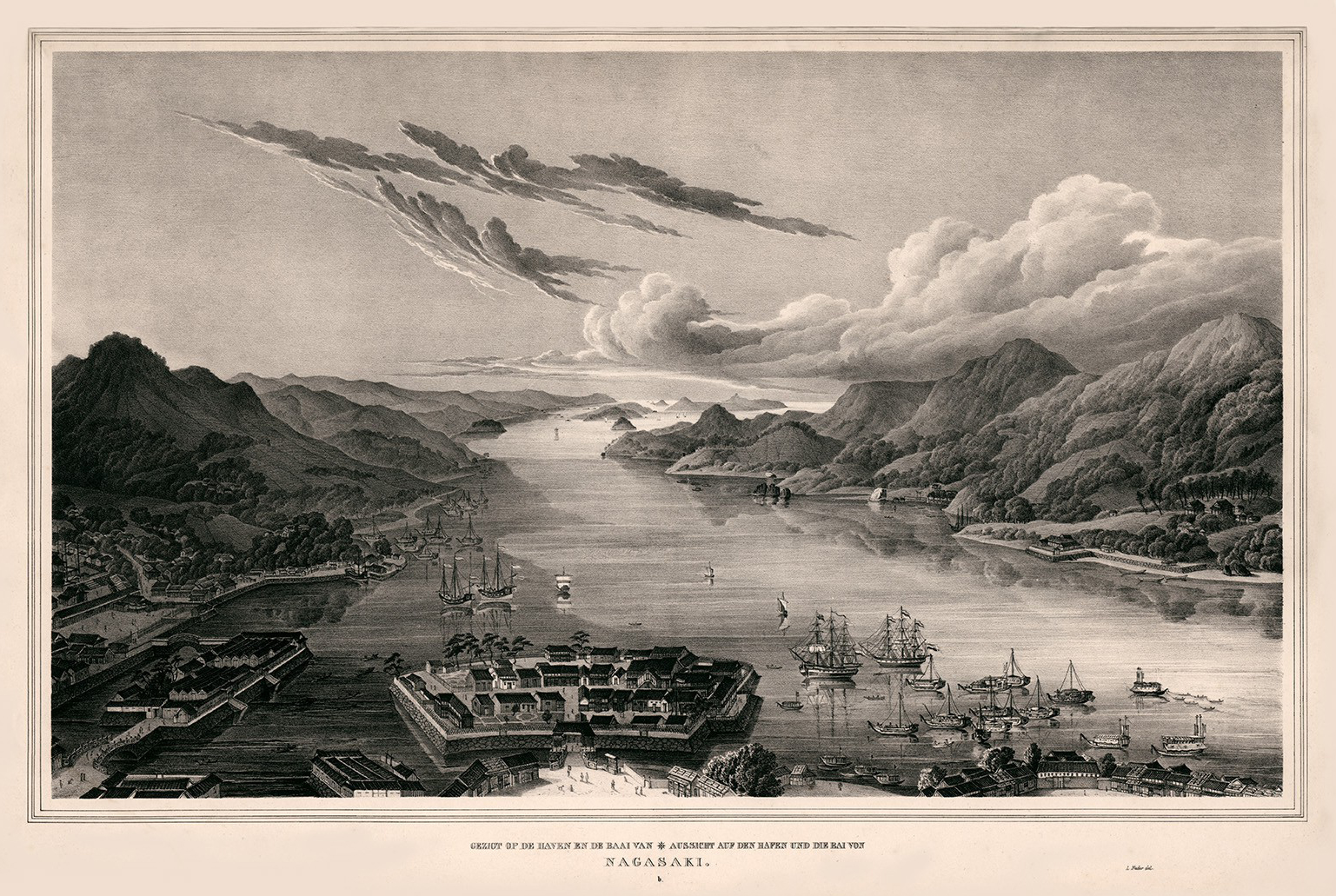
長崎港圖、江戶時代的銅版畫

- 1857年、幕府時代設置長崎鎔鐵所。現在的三菱重工業長崎造船所的前身。
- 1859年、開港地設置湊會所（現在的「長崎税關」）。
- 1930年、長崎港站啟用（1987年廢止）。連接來自上海航線直達列車的門司站（現在的門司港站）開始運行。
- 1986年、2001年長崎市的都市文藝復興活動構想開始。
- 2005年、女神大橋道路開通。

## 知名景點

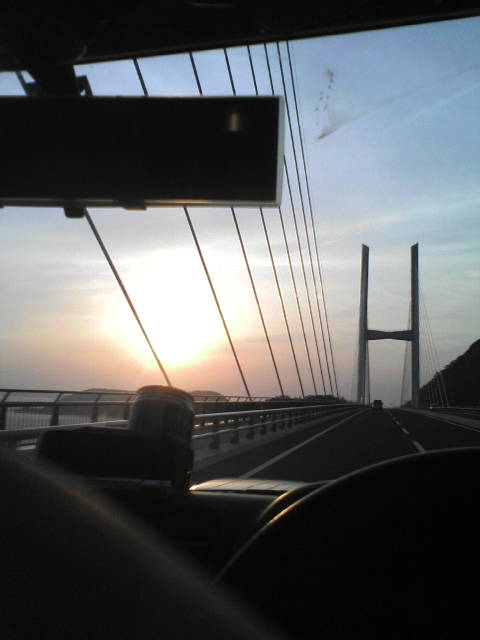
女神大橋的夕陽

- 史跡-出島
- 女神大橋
- 端島（軍艦島）
- 長崎水邊の森公園

## 港務規模
2003年度
- 貨物吞吐量：3,135千噸
- 客運人員數：1,120千人

## 港務設施
- 長崎大浪止終點站 - 客輪的出發和到達站。
- 松枝國際觀光碼頭 - 國際旅遊船的港務碼頭。
- 長崎海關
- 三菱重工業長崎造船所

## 外部連結
- 長崎縣港灣課

32°44′40.2″N 129°51′59.7″E / 32.744500°N 129.866583°E